# Galaxie Jižní větrník
Galaxie Jižní větrník (také Messier 83, M83 či NGC 5236) je spirální galaxie v souhvězdí Hydry. Je to jedna z nejbližších a nejjasnějších spirálních galaxií na obloze, je viditelná v triedru. Objevil ji Nicolas-Louis de Lacaille 23. února 1752. Galaxie je od Země vzdálená okolo 15 milionů světelných let. Svými rozevřenými spirálními rameny připomíná větrník, podobně jako Messier 101, proto dostala název Jižní větrník.

## Pozorování

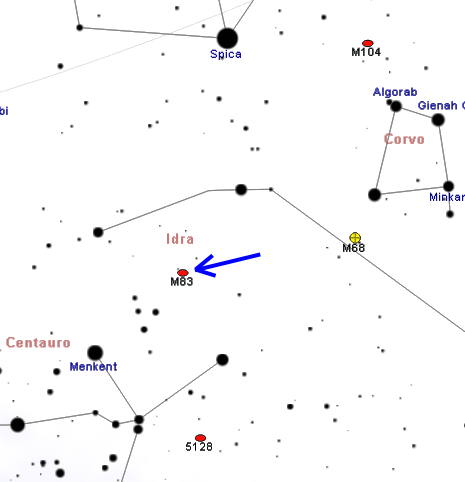
Poloha M 83 v souhvězdí Hydry

M83 patří mezi nejjasnější galaxie na pozemské obloze. Nachází se přibližně 18° jižně od jasné hvězdy Spicy (α Virginis), v malé vzdálenosti na sever od hvězd, které představují hlavu Kentaura. Pokud není obloha příliš přesvětlená, lze galaxii vidět i běžným triedrem. Dalekohled o průměru 150 mm ji ukáže jako přesně neohraničenou mlhavou skvrnu, ze které vystupuje jasné jádro. Větší dalekohledy o průměru například 250 mm ukážou její nepravidelný galaktický disk, který je na jižní straně protnut tmavým pruhem.
M83 může být pozorována z obou zemských polokoulí, ale pozorovatelé na jižní polokouli jsou velmi zvýhodněni. Poloha galaxie ovšem neumožňuje její pozorování ze severních oblastí, jako například severní Evropy, a v severním mírném pásu zůstává poměrně nízko nad obzorem. Naopak na jižní polokouli vychází vysoko na oblohu. Nejvhodnější období pro její pozorování na večerní obloze je od března do července.

## Historie pozorování
Galaxii objevil Nicolas-Louis de Lacaille 23. února 1752 při svém pobytu na mysu Dobré naděje. Později ji znovuobjevil Pierre Mechain v roce 1780 a oznámil to svému kolegovi Charlesi Messierovi, který ji zapsal do svého katalogu v březnu 1781 pod číslem 83.
Messier ji popsal jako oblak bez hvězd, který je velmi slabý a při sebemenším rušivém osvětlení se stává neviditelným. William Herschel a jeho syn John nedokázali určit směr vinutí jejích ramen, ale povšimli si tvaru jejího jádra. William Lassell prozkoumal její spirální strukturu, zakreslil ji a popsal ji jako tříramennou spirálu.

## Vlastnosti

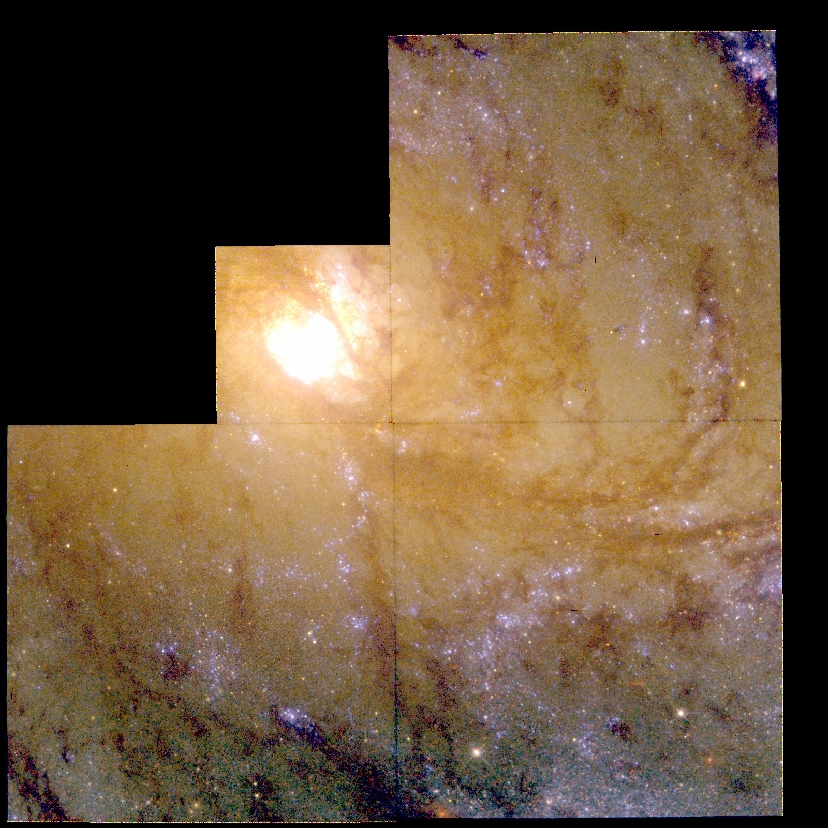
Podrobný pohled na jádro a spirální ramena galaxie M83 na snímku z Hubbleova vesmírného dalekohledu.

M83 je k Zemi natočena čelem, proto je dobře prozkoumaná a stavba jejích ramen je dobře známa. Její vzdálenost od Země je pouhých 15 milionů světelných let a patří tak mezi galaxie nejbližší k Zemi. Díky jejímu pohybu vesmírem se ale od Země vzdaluje rychlostí 513 km/s. Velká část hvězd v M83 je mladých a nachází se ve spirálních ramenech, která jsou díky tomu velmi jasná a mají výraznou modrou barvu. Naopak hvězdy ve středu galaxie jsou starší a mají žlutou a načervenalou barvu.
M83 je také známá velkým počtem pozorovaných supernov, kterých zatím bylo šest: SN 1923A, SN 1945B, SN 1950B, SN 1957D, SN 1968L a SN 1983N.
Nejjasnější z nich byly SN 1968L (typ I, největší magnituda 11,9) a SN 1983N (typ Ia, největší magnituda 12,5).
16. června 2008 objevila NASA pomocí dalekohledu GALEX okolo spirálních ramen této galaxie velké množství nově zrozených hvězd. Zvláštní je na tom zejména skutečnost, že se tyto nové hvězdy nachází v místech, o kterých se předpokládalo, že neobsahují dostatek hmoty pro tvorbu hvězd.

## Sousední galaxie
M83 je ústředním členem jedné ze dvou podskupin skupiny galaxií Centaurus A/M83, což je skupina galaxií blízká Místní skupině galaxií.
Hlavním členem druhé podskupiny je známá rádiová galaxie Centaurus A. Tyto dvě podskupiny některé studie považují za jedinou skupinu
a jiné za dvě oddělené skupiny.
Nicméně galaxie kolem Centaurus A a Messier 83 se nacházejí navzájem fyzicky blízko a zdá se, že se tyto podskupiny navzájem vůči sobě nepohybují a mohou tedy být v rovnováze.

### Knihy
- O'MEARA, Stephen James. Deep Sky Companions: The Messier Objects. New York: Cambridge University Press, 1998. Dostupné online. ISBN 0-521-55332-6. (anglicky)

### Mapy hvězdné oblohy
- TAKI, Toshimi. Taki's 8.5 Magnitude Star Atlas [online]. 2005 [cit. 2016-06-03]. Dostupné v archivu pořízeném dne 2018-11-05. (anglicky) – Atlas hvězdné oblohy volně stažitelný ve formátu PDF.
- TIRION; RAPPAPORT; LOVI. Uranometria 2000.0 - Volume II - The Southern Hemisphere to +6°. Richmond, Virginia, USA: Willmann-Bell, inc., 1987. ISBN 0-943396-15-8.
- TIRION; SINNOTT. Sky Atlas 2000.0. 2. vyd. Cambridge, USA: Cambridge University Press, 1998. ISBN 0-933346-90-5.
- TIRION. The Cambridge Star Atlas 2000.0. 3. vyd. Cambridge, USA: Cambridge University Press, 2001. Dostupné online. ISBN 0-521-80084-6.